# ثقافة المثليين

علم قوس قزح, غالبا ما استخدم كرمز لثقافة المثليين

ثقافة المثليين هي الثقافة المشتركة بين المثليات، مثليي الجنس، ذوي التوجه الجنسي المزدوج، المتحولين جنسيًا، المشككين والأفراد أحرار الجنس. يشار إليها أحيانًا باسم الثقافة الحرة (كناية عن الأفراد أحرار الجنس)، في حين أن مصطلح ثقافة المثليين قد يُستخدم للإشارة إلى «ثقافة مجتمع الميم» أو للإشارة على وجه التحديد إلى ثقافة المثلية الجنسية.
تختلف ثقافة المثليين بشكل كبير بحسب الجغرافيا وهوية الأفراد. تشمل العناصر الشائعة في ثقافة السحاقيات، مثليي الجنس، ذوي التوجه الجنسي المزدوج، المتحولين جنسيًا وثنائيي الجنس ما يلي:
- تشمل أعمال السحاقيات، مثليي الجنس، ذوي التوجه الجنسي المزدوج والمتحولين جنسيًا المشاهير ما يلي:
  - الفنانين المثليين المعاصرين والشخصيات السياسية البارزة
  - الشخصيات التاريخية مثلية الجنس، على الرغم من أن تأطير الشخصيات التاريخية بمصطلحات حديثة تُعبر عن الهوية الجندرية أمر مثير للجدل. مع ذلك، يشعر العديد من الأشخاص المثليين بالتآلف مع هذه الشخصيات وأعمالهم (خصوصًا تلك التي تتناول الانجذاب إلى أشخاص من نفس الجنس أو الهوية الجندرية) وأحد الأمثلة على ذلك هو موقع VictoryFund.org المخصص لدعم السياسيين المثليين.
- فهم الحركات الاجتماعية للمثليين
- الرموز والأمور المعبرة عن الهويات المتعلقة بمجتمع المثليين؛ ضمن مجتمعات المثليين في الثقافة الغربية، قد يشمل ذلك الممثلات بلباس رجال والممثلين بلباس نساء ومسيرة فخر المثليين وعلم قوس قزح (حراك المثليين)

لا يُعرف جميع مثليي الجنس بثقافة المثليين؛ وقد يكون هذا نتيجة للمسافات الجغرافية، وانعدام الوعي حيال وجود هذه الثقافة الفرعية، والخوف من وصمة العار الاجتماعية أو تفضيل عدم التعريف من خلال الجنسانية أو الثقافات أو المجتمعات القائمة على الجنس. تنتقد حركتا كويركو وغاي شيم ما يرون أنه استغلال تجاري و«غيتو» مفروض ذاتيًا على ثقافة المثليين.
في بعض المدن، وخاصة في أمريكا الشمالية، يعيش بعض المثليين ضمن أحياء تتضمن نسبة عالية من المقيمين المثليين، والتي تعرف أيضًا باسم قرى أو أحياء المثليين. ومن الأمثلة على هذه الأحياء كاسترو وويست هوليوود في كاليفورنيا الولايات المتحدة أو قرية المثليين في مونتريال، كندا. تنظم مجتمعات المثليين مناسبات خاصة بالإضافة إلى مسيرة فخر المثليين التي تحتفي بثقافتهم مثل غاي غيمس وساوذرن ديكادينس.

## الثقافة السحاقية
كما هو الحال بالنسبة للرجال المثليين، تتضمن ثقافة السحاقيات عناصر من ثقافة المثليين الأكبر، بالإضافة إلى عناصر أخرى خاصة بمجتمع السحاقيات. شملت منظمات ما قبل أعمال شغب ستونوول التي دافعت عن حقوق السحاقيات، ووفرت فرص التواصل لهن دوترس أوف بيليتيس التي تشكلت في سان فرانسيسكو عام 1955. نظم الأعضاء مظاهرات عامة وتحدثوا إلى وسائل الإعلام ونشروا رسالة إخبارية.
ارتبطت ثقافة السحاقيات بالمقام الأول في أمريكا الشمالية وأوروبا وأستراليا ونيوزيلندا، وغالبًا ما تضمنت أحداثًا «نسائية» ضخمة معظمها من السحاقيات مثل مهرجان ميشيغان ومين  للموسيقى (أغلق بعد عام 2018) وكلاب سكيرتس دينا شور ويك إند. تنطوي ثقافة السحاقيات على أيقوناتها الخاصة مثل ميليسا إثيريدغ، كيه دي لانغ (بوتش) وألين دي جينيريس (زنمردة) وبورتيا دي روسي (فام). غالبًا ما تتزامن ثقافة السحاقيات منذ أواخر القرن العشرين مع الموجة النسوية الثانية. تُعد الانفصالية النسوية مثالًا على نظرية وممارسة السحاقيات التي تحدد الاهتمامات والأفكار السحاقية على وجه التحديد وتعزز ثقافة السحاقيات الخاصة. ارتبطت الفرق الرياضية القائمة على الهوية الجندرية أيضًا بثقافة السحاقيات، لا سيما مع بروز فرق وبطولات كرة المضرب للسحاقيات في الثمانينيات والتسعينيات. خلقت كرة المضرب والفرق الرياضية الأخرى مجتمعًا اجتماعيًا وأتاحت للسحاقيات المجال لرفض توقعات المجتمع حيال الجسد، ولكنها عادةً ما تُعتبر منفصلة عن النسوية السحاقية والنشاط السياسي.
في الخمسينيات وأوائل الستينيات من القرن الماضي، شددت السحاقيات النمطيات على ثنائية النساء «البوتش»، أو دايك (الذين يُظهرون تذكيرًا) أو «فامز» أو سحاقيات ليبستيك (الذين يظُهرون الأنوثة) واعتبرن أن الزوج النمطي من النساء السحاقيات يتكون من بوتش وفام. في السبعينيات من القرن العشرين، أصبحت الزنمردة، والسحاق السياسي والانفصالية السحاقية أكثر شيوعًا، إلى جانب إنشاء مجتمعات محلية للنساء.

## النقد
يبرز نقد ثقافة المثليين كنتيجة لمجموعة من الأسباب. ينظر البعض، مثل مايكل موستو، إلى الثقافة على أنها تتوافق مع الرسوم الكاريكاتورية أو الصور النمطية التي تنفر أفراد «هامشيين» من المجتمع. جادلت ماتيلدا بيرنشتاين سيكامور وتحركات مثل غاي شيم بأن ثقافة المثليين قد سُيّست من قبل أقلية صغيرة من المثليين المحظوظين نسبيًا، الذين يشاركون في «مؤسسات القمع» على حساب الغالبية العظمى من المثليين. يعتبر البعض فكرة «الانفصالية» أو أسلوب الحياة الجمعي منفرًا. هناك مشكلة أخرى ألا وهي أن الأفراد ذوي التوجه الجنسي المزدوج أو متغيري الجنس/ العابرين جنسيًا يواجهون ضغطًا اجتماعيًا لتحديدهم على أنهم مثليين أو سحاقيات، وقد يواجهون النبذ والتمييز من ثقافة المثليين السائدة. بالنسبة لذوي التوجه الجنسي المزدوج، يعرف هذا الضغط باسم محو ازدواجية التوجه الجنسي. كتب أستاذ القانون في كلية الحقوق بجامعة نيويورك، كينجي يوشينو، «يزيل المثليون شرعية ذوي التوجه الجنسي المزدوج، يزخر مجتمع المثليين والسحاقيات بصور سلبية بذوي التوجه الجنسي المزدوج باعتبارهم متفرجين جانبيين، خونة، متنصلين، غير مفصحين عن هويتهم وهدفهم الأساسي المحافظة على ميزة غيرية الجنس».
على الرغم من أن بعض الجماعات أو الأفراد قد يرفضون حقوق المثليين نتيجة تحفظ اجتماعي أو ديني، فقد لا تعني مواضيع النقد المذكورة بالضرورة رفض الأشخاص المثليين أو مثلية الجنس بحد ذاتها